# 胥光义
胥光义（1916年—2009年），中国人民解放军将领、中国人民解放军开国少将。
曾任中国人民解放军成都军区后勤部副部长。历任西南军区支援司令部政委、军区办公厅主任、后勤部副部长，总后勤部参谋长，国家地质部副部长，国防科委副主任，总后勤部副部长。1955年，授予中国人民解放军少将。